# Mount Nestor, Alberta
Mount Nestor är ett berg i Kanada.   Det ligger i provinsen Alberta, i den centrala delen av landet, 3 000 km väster om huvudstaden Ottawa. Toppen på Mount Nestor är 2 948 meter över havet, eller 408 meter över den omgivande terrängen. Bredden vid basen är 1,4 km.
Terrängen runt Mount Nestor är huvudsakligen bergig, men söderut är den kuperad. Trakten runt Mount Nestor är nära nog obefolkad, med mindre än två invånare per kvadratkilometer.. Närmaste större samhälle är Canmore, 17,2 km norr om Mount Nestor. 
I omgivningarna runt Mount Nestor växer i huvudsak barrskog.